# Língua hindustâni
O hindustâni ou hindustano (हिन्दुस्तानी ہندوستانی Hindustānī, AFI: [hɪn̪d̪ʊst̪aːniː], literalmente "do Hindustão") é uma língua do norte da Índia, a partir da qual os idiomas-padrão hindi e urdu se desenvolveram. Era entendido em boa parte do norte e do centro do subcontinente indiano e, hoje, constitui uma língua franca de uso oral e informal no norte da Índia e no Paquistão.
O termo urdu surgiu por volta de 1780. Em 1796, John Borthwick Gilchrist publicou uma gramática da língua, que denominou "hindoostanee". Durante o raj britânico, o termo "hindustani" era usado pelos oficiais britânicos, a partir de "hindustão", o antigo nome da região.
Após a independência, o uso do termo foi reduzido, sendo largamente substituído por "hindi", "urdu" ou "hindi-urdu". Finalmente, com a partição da Índia, em 1947, as duas línguas, escritas com alfabetos distintos (o hindi, com o devanágari; o urdu, com uma variante do alfabeto árabe), passaram a ser consideradas como diferentes. Mais recentemente, o termo tem sido usado para a linguagem coloquial dos filmes de Bollywood, que são populares na Índia e no Paquistão e que não pode ser identificado especificamente como hindi ou urdu.
Ao contrário do hindi e do urdu, o hindustâni não segue regras fixas nacionalmente obrigatórias, não sendo, portanto, uma língua padrão. Em outras palavras, o hindi e o urdu são registros padronizados do hindustâni que possuem uma gramática praticamente idêntica entre si e compartilham um vocabulário básico.
Em 2006, havia 490 milhões de falantes de hindustâni, fazendo desta a segunda ou terceira língua mais falada no mundo, depois do mandarim e, possivelmente, do inglês.